# Гасанов, Шамиль Асхабович
Шами́ль Асха́бович Гаса́нов (30 июля 1993, Махачкала, Дагестан, Россия) — российский футболист, центральный защитник.

## Биография
Родился 30 июля 1993 года в Махачкале. В возрасте десяти лет вместе с семьёй переехал в Москву, где начал заниматься футболом. Тренировался в школе «Юный динамовец», затем последовало приглашение от ЦСКА, но в итоге попал в «Трудовые резервы». Первая профессиональная команда — «Подолье». В сезоне 2014/15 играл за клуб «Анжи-2» и в молодёжном первенстве РФПЛ за молодёжную команду «Анжи».
Первый матч в РФПЛ провёл 18 октября 2015 года против «Краснодара». Первый гол за «Анжи» забил 27 октября 2016 года в матче 1/8 финала Кубка России против «Зенита» из Санкт-Петербурга. В июле 2017 года расторг контракт с «Анжи». В середине августа 2017 года подписал контракт с норвежским клубом «Тромсё» до 1 декабря того же года с возможностью продления ещё на три года. Однако за новый клуб он так и не сумел дебютировать в сезоне 2017 года. Шамиль продолжал восстанавливаться после перелома пятой плюсневой кости стопы и после окончания контракта стал свободным агентом.
31 января 2018 года стало известно, что игрок перешёл в красноярский «Енисей», контракт с которым был рассчитан на полтора года.
В июне 2023 года был задержан в Москве с наркотическим веществом.
24 февраля 2024 года стало известно, что Гасанов вернулся в «Легион».

## Достижения
«Динамо» (Махачкала)
- Победитель группы 1 Второго дивизиона ФНЛ: 2021/22